# Andreas Sturm (Jurist)
Andreas Sturm (* 26. März 1972) ist ein deutscher Jurist. Er ist seit dem 17. Februar 2020 Richter am Bundesgerichtshof.

## Leben und Wirken
Sturm war nach Beendigung seiner juristischen Ausbildung zunächst drei Jahre als Rechtsanwalt tätig, bevor er 2007 in den Justizdienst des Landes Hessen eintrat. Dort war er zunächst bei der Staatsanwaltschaft Frankfurt am Main eingesetzt. 2008 bis 2009 war er an das Hessische Ministerium der Justiz und anschließend von 2010 bis 2012 als wissenschaftlicher Mitarbeiter an das Bundesverfassungsgericht abgeordnet. 2011 erfolgte seine Ernennung zum Staatsanwalt bei der Staatsanwaltschaft Frankfurt am Main. Nach Beendigung der Abordnung war Sturm für ein Jahr als Richter kraft Auftrags beim Amtsgericht Königstein tätig. 2014 wurde er zum Richter am Landgericht Frankfurt am Main ernannt und war dort auch als AG-Leiter tätig. 2016 erfolgte seine Ernennung zum Vorsitzenden Richter am Landgericht und erneut die Abordnung an das Hessische Ministerium der Justiz. Dort wurde er im Oktober 2016 zum Ministerialrat und im Oktober 2017 zum Leitenden Ministerialrat ernannt. Sturm ist promoviert.
Das Präsidium des Bundesgerichtshofs übertrug Sturm zunächst vornehmlich die Aufgaben eines Ermittlungsrichters am Bundesgerichtshof und wies ihn dem 4. Strafsenat zu, der vornehmlich für die Revisionen in Strafsachen aus den Bezirken der Oberlandesgerichte Hamm und Zweibrücken sowie die Revisionen in Verkehrsstrafsachen zuständig ist.